# أوليغ غوفورون
أوليغ ماركوفيتش غوفورون(الروسية: Олег Маркович Говорун) هو سياسي روسي.تولى منصب وزير التنمية الإقليمية من 21 مايو إلى 17 أكتوبر 2012.

## حياته
ولد عام 1969 في مدينة براتسك بروسيا، وأنهى عام 1993 معهد موسكو لأبحاث الغابات والبيئة.
وعمل أعوام 1993 – 1995 في شتى المؤسسات التجارية في موسكو، ثم شغل منصب مساعد مدير المشروع ومسؤول العلاقات العامة في شركة «روس بروم»، ثم انتقل إلى بنك «ألفا بنك» حيث تولى إدارة شعبة العلاقات مع المؤسسات الحكومية.
وتولى عام 2000 منصب النائب الأول لرئيس إدارة الأقاليم الروسية في ديوان الرئيس الروسي. وشغل عام 2006 منصب رئيس إدارة السياسة الداخلية في الديوان الرئاسي. وتولى في عامي 2011 – 2012 منصب المفوض الرسمي للرئيس الروسي في الدائرة الفيدرالية المركزية.
في 21 مايو/أيار عام 2012 تم تعيينه بمنصب وزير التنمية الإقليمية في حكومة دميتري مدفيديف.
في 17 أكتوبر/تشرين الأول عام 2012 أصدر الرئيس الروسي فلاديمير بوتين مرسوما رئاسيا يقضي بإعفاء أوليغ غوفورون عن منصب وزير التنمية الإقليمية.